# Abend (Gryphius)
Abend ist ein Sonett von Andreas Gryphius, eines seiner berühmtesten Gedichte, „ein anerkanntes poetisches Meisterstück“.  Es wurde erstmals 1650 in Frankfurt am Main in Gryphius’ Sonettsammlung „Das Ander Buch“ publiziert. Es ist dort nach dem „Morgen-Sonett“ und dem Sonett „Mittag“ das dritte der vier Sonette des Tageszeitenzyklus, der das Buch eröffnet. Zu Gryphius’ Lebzeiten wurde es mit dem „Ander Buch“ 1657 in der ersten autorisierten Gesamtausgabe und 1663 in einer Ausgabe letzter Hand mit Änderungen wiedergedruckt.
Die 1650er Fassung wurde 1963 neu gedruckt in Band 1 einer von Marian Szyrocki und Hugh Powell verantworteten Gesamtausgabe der deutschsprachigen Werke, die 1663er Fassung 2012 von Thomas Borgstedt.

## Text
Der Text stammt aus Szyrockis Neudruck. Die Wiederdrucke zu Gryphius’ Lebzeiten weisen nur minimale orthographische Änderungen auf (etwa Vers 1 „die Nacht schwingt jhre fahn“ 1650, „die Nacht schwingt ihre Fahn“ 1663.)
Abend.

Der schnelle Tag ist hin / die Nacht schwingt jhre fahn/

Vnd führt die Sternen auff. Der Menschen müde scharen

Verlassen feld vnd werck / Wo Thier vnd Vögel waren

Trawrt jtzt die Einsamkeit. Wie ist die zeit verthan!

Der port naht mehr vnd mehr sich / zu der glieder Kahn.

Gleich wie diß licht verfiel / so wird in wenig Jahren

Ich / du / vnd was man hat / vnd was man siht / hinfahren.

Diß Leben kömmt mir vor alß eine renne bahn.

Laß höchster Gott mich doch nicht auff dem Laufplatz gleiten /

Laß mich nicht ach / nicht pracht / nicht lust / nicht angst verleiten.

Dein ewig heller glantz sey vor vnd neben mir /

Laß / wenn der müde Leib entschläfft / die Seele wachen

Vnd wenn der letzte Tag wird mit mir abend machen /

So reiß mich auß dem thal der Finsternuß zu Dir.

## Interpretation

### Form
Nur gelegentlich erwähnt Gryphius seinen schlesischen Landsmann Martin Opitz, der 1624 mit seinem Buch von der Deutschen Poeterey die deutschsprachige Versdichtung auf eine neue Grundlage gestellt hatte. Jedoch befolgte er schon 1637 in seinem ersten Gedichtbuch, den Lissaer Sonetten, aufs genaueste Opitz’ Anweisungen. So ist auch „Abend“ wie Gryphius’ meiste Sonette in dem von Opitz empfohlenen Versmaß des Alexandriners verfasst:
◡—◡—◡— ‖ ◡—◡—◡—(◡)
Der schnelle Tag ist hin / die Nacht schwingt jhre fahn/

Vnd führt die Sternen auff. Der Menschen müde scharen
Auch das Reimschema entspricht Opitz’ Regeln: „abba abba“ für die Quartette und „ccd eed“ für die Terzette. Die Verse mit den „b“-, „c“- und „e“-Reimen sind dreizehnsilbig, die Reime weiblich, die Verse mit den „a“- und „d“-Reimen sind zwölfsilbig, daher hier entsprechend der Ausgabe von Szyrocki eingerückt, die Reime männlich. Man hat geurteilt, in „Abend“ sei „der Gebrauch des Alexandriner-Verses zur Virtuosität gesteigert“.

### Erstes Quartett
Das Gedicht beginnt mit einer Naturbetrachtung. Während die Nacht einbricht, tritt alles Lebende, treten Menschen, Tiere, Vögel ab. Hier ist nicht wie in Matthias Claudius’ Abendlied
....die Welt so stille,

Und in der Dämmrung Hülle

So traulich und so hold!
Hier herrscht nicht traulich-holde Abendstille. In der verlassenen Landschaft, einer „mehr denn öden wüsten“, trauert die Einsamkeit. „Es läßt sich nicht verkennen, daß gewisse, Gryphius wesensverwandte und ihn seltsam anziehende Erscheinungen wie etwa die Nacht und die Einöde – oft nur in einer einzigen Gebärde – zu einem bei ihm selber wie in der dichterischen Umwelt nicht gekannten eigenkräftigen Leben erweckt werden.“ Die Stimmung purer Melancholie unterläuft aber im ersten Satz das Adjektiv der Geschwindigkeit „schnell“. „DEr schnelle Tag ist hin“ – „kurz“ wäre eine Alternative gewesen; „schnell“ bringt eine Andeutung von Bewegung, Eile in das Gedicht, die bis zum Ende – „reiß mich auß dem thal“ – immer wieder durchbrechen werden. Vers 4 „Trawrt jtzt die Einsamkeit“ schließt die Naturbetrachtung ab. Mit dem folgenden Halbvers schlägt die Deskription abrupt in Reflexion um: „Wie ist die zeit verthan!“ Weniger als die Landschaft selbst beschäftigt den Dichter deren Unterworfensein unter die Zeit. „Die visuelle Erfahrung des Anbruchs der Nacht wird überführt in ihre allegorische Bedeutung, nämlich die Vergänglichkeit des Lebens – es vergeht so schnell wie das Tageslicht.“ Die Tradition der Metapher reicht weit zurück. Schon allegorische Wörterbücher des Mittelalters gaben für „vesper“, „Abend“ die Bedeutung „terminus vitae“ an.

### Zweites Quartett
Die Landschaft des ersten Quartetts ist verschwunden. Das zweite Quartett deutet die Sinnbildlichkeit von „Abend“ (Überschrift) und „zeit“ (Vers 4) für die menschliche Lebensspanne weiter aus. Der berühmte erste Vers ist wiederum ein Sinnbild: „Der port naht mehr vnd mehr sich / zu der glieder Kahn.“ Mehr als 70-mal hat Gryphius in seiner Dichtung das Seefahrtsmotiv verwendet. Einzigartig ist in „Abend“ aber die Umkehr der realen Bewegungsrichtung. Nicht das Schiff nähert sich dem Hafen, sondern der Hafen dem Schiff. Unaufhaltsam, unerbittlich naht sich der Tod dem Menschen, der nicht individueller Passagier ist, vielmehr Teil des Gefährts geworden, ein Bündel von Fragmenten, „der glieder Kahn“. Die nächsten beiden Verse formen die aus Bildern gewonnene Einsicht bildlos zu einer Aussage über die Flüchtigkeit des Lebens, die jeden angeht, auch das Ich, das in Vers 7 und 8 in Personalpronomina der  ersten Person erstmals in Erscheinung tritt.

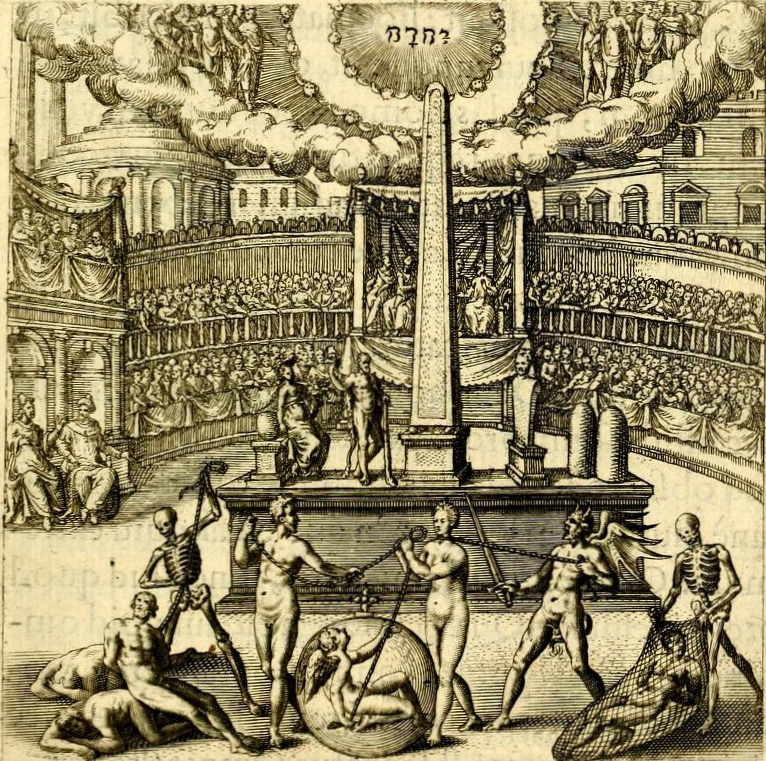
Jean Jacques Boissard: Grafik auf S. 1 des „Theatrum Vitae Humanae“

„Dann kommt mit der atemberaubenden Plötzlichkeit von Rilkes ‚Du mußt dein Leben ändern‘ das unerwartete, gewagte, in seiner Alltagssprache mit dem gehobenen poetischen Stil davor kontrastierende Bild: ‚Diß Leben kömmt mir vor alß eine renne bahn.‘“ Zwei Interpreten haben den Satz zum Titel ihrer Aufsätze gewählt. Zur Metaphorik Leben = Tagesablauf, Leben = Meerfahrt fügt Gryphius als drittes Leben = Rennbahn. Damit wird die Eingangsbewegung des „schnellen Tages“ wieder aufgegriffen und zu einem ethischen Auftrag erweitert: Auf der Rennbahn des Lebens soll der Mensch sich bewähren. Das Bild hat biblische und außerbiblische Quellen. Biblische Quellen sind (aus der Lutherbibel von 1545 und der revidierten Fassung von 2017):
- der Zweite Brief des Apostels Paulus an Timotheus: „Jch hab einen guten Kampff gekempffet / Jch hab den Laufft volendet / ich hab glauben gehalten. Hinfurt ist mir beygelegt die Kron der gerechtigkeit / welche mir der HErr an jenem tage / der gerechte Richter / geben wird.“ 2017 (2 Tim 4,7-8 LUT): „Ich habe den guten Kampf gekämpft, ich habe den Lauf vollendet, ich habe Glauben gehalten; hinfort liegt für mich bereit die Krone der Gerechtigkeit, die mir der Herr, der gerechte Richter, an jenem Tag geben wird.“
- der Hebräerbrief: „DArumb auch wir / dieweil wir solchen hauffen Zeugen vmb vns haben / Lasset vns ablegen die Sünde / so vns jmer anklebt vnd trege macht / Vnd lasset vns lauffen durch gedult / in dem Kampff / der vns verordnet ist.“   2017 (Heb 12,1 LUT): „Weil wir eine solche Wolke von Zeugen um uns haben, lasst uns ablegen alles, was uns beschwert, und die Sünde, die uns umstrickt. Lasst uns laufen mit Geduld in dem Kampf, der uns bestimmt ist.“

Außerbiblisch kommt die vorchristlich-antike Vorstellung vom „Tugendlauf des Helden in der irdischen Arena“ hinzu. Axel Vieregg hat ein Emblem aus Jean Jacques Boissards Sammlung von 1596 „Theatrum Vitae Humanae“ identifiziert, das die Verschmelzung beider Traditionen zeigt. In der Mitte des „Theatrum“, der Rennbahn weist ein Obelisk auf die von Licht umstrahlten hebräischen Buchstaben für JHWH, „Jahwe“, Gott. Links davon stehen Herkules und die Personifikation des Glücks, rechts stehen der römische Grenzgott Terminus und zwei metae, Zielsäulen des Laufs. Im Vordergrund quälen und fesseln fleischliche Begierde, Sünde, Tod und Satan das erste Menschenpaar. Von ihnen bedroht, will das Emblem sagen, müssen die Menschen, repräsentiert von Adam und Eva, den Weg zum Ziel, den metae, zu Gott durchlaufen. Die barocken Dichter liebten Embleme, Kombinationen aus einer Grafik (pictura) und einem kurzen auslegenden, oft moralisierenden Text (subscriptio), und gestalteten ihre Gedichte oft wie Embleme. Wohl möglich, dass Gryphius Boissards Emblem kannte.
Die Eile, die mit dem „schnellen Tag“ in das Gedicht kam und im Bild der Rennbahn kulminiert, beeinflusst auch den Klang, das Lesetempo. „Kein anderes Sonett von Gryphius vermittelt einen ähnlichen Eindruck des Gehetztseins.“ Enjambements eliminieren die Pausen am Ende der ersten drei Verse und am Ende des 6. Verses. Die vielen einsilbigen Wörter, fast ausschließlich mit kurzen Vokalen, zwingen dazu, staccato zu lesen:
Ich / du / vnd was man hat / vnd was man siht / <...>.
 In „Abend“ kommen auf 102 Einsilber nur 34 mehrsilbige Wörter, ein Verhältnis 3:1; im „Morgen-Sonett“ zum Beispiel sind es 71 Einsilber gegen 51 Mehrsilber, ein Verhältnis von 1,4:1.

### Erstes Terzett
Mit dem Rennbahn-Gleichnis ist der Wechsel von Metapher (erstes Quartett) und Auslegung (zweites Quartett) zum Gebet (Terzette) präzise vorbereitet. Auch das „Morgen-Sonett“ schließt in den Terzetten mit einem Gebet. Mit „kraftvoller Hand“ bindet Gryphius in „Abend“ Quartette und Terzette zusammen. Die „renne bahn“ am Ende der Quartette wird am Beginn der Terzette unmittelbar zum „Laufplatz“, auf dem der „höchste Gott“ das Ich nicht ausgleiten lassen möge:
Laß höchster Gott mich doch nicht auff dem Laufplatz gleiten /

Laß mich nicht ach / nicht pracht / nicht lust / nicht angst verleiten.
Die Anapher „Laß“ – „Laß“ verleiht dem Gebet Nachdruck. Inständiges Flehen sträubt sich gegen die Konvention des Alexandriners. Vers 9 lässt sich bei natürlicher Betonung nicht in jambischem Auf und Ab lesen. Die regelhafte Zäsur nach der sechsten Silbe wird im „doch nicht“ überrannt. Vers 10 erhält durch das viermalige „nicht plus einsilbiges Substantiv“, durch die Antithesen acht/pracht und lust/angst sowie durch die „ch“-, „st“- und „a“-Assonanzen seinen eigenen Rhythmus. „Das metrische Muster wird vollständig aufgelöst.“ Dann aber klingt das erste Terzett in einem Metrik und Betonung versöhnenden Vers aus, dem ersten Ruhepunkt des Sonetts:
Dein ewig heller glantz sey vor vnd neben mir.
Gottes „ewig heller glantz“ ist die positive Kraft, durch die das nur Irdische, Zeitunterworfene – der „schnelle Tag“ von Vers 1, das vergängliche „licht“ von Vers 6, „ach“, „pracht“, „lust“ und „angst“ von Vers 10 – transzendiert werden.

### Zweites Terzett
So kann das Gedicht die Bitte um ein Leben mit Gott im Jenseits verhalten optimistisch ausdrücklich formulieren.
Laß / wenn der müde Leib entschläfft / die Seele wachen

Vnd wenn der letzte Tag wird mit mir abend machen /

So reiß mich auß dem thal der Finsternuß zu Dir.
„Laß“ in Vers 12 greift die Anapher des ersten Terzetts wieder auf. Aber die Verse haben nichts Drängendes, Stoßweises mehr. Der eine Satz, der die drei Zeilen füllt, fließt sanft. Die Gegensatzpaare „Leib“/„Seele“ und „entschläfft“/„wachen“ in Vers 12, „Tag“/„abend“ in Vers 13 und „mich“/„Dir“ in Vers 14 scheinen vorläufig im Gleichgewicht zu stehen. Waren im ersten Quartett „der Menschen müde scharen“ von einer bedrückenden Einöde umgeben, so hofft „der müde leib“ jetzt auf das ewige Leben. Der vorletzte Vers biegt zurück zum „Abend“-Motiv, spielt noch einmal mit dessen Doppeldeutigkeit „Abend des Tages“ – „Abend des Lebens“.
Im zweiten Terzett überwiegt eine Atmosphäre der Ruhe. Jedoch bestätigt der letzte Vers aufs Nachdrücklichste, dass das Leben des Dichters alles andere als ruhig war, der Lebensabend des betenden Ich alles andere als traulich-hold ist. Im Psalter der Lutherbibel von 1545 fand Gryphius: „VNd ob ich schon wandert im finstern Tal / fürchte ich kein Vnglück / Denn du bist bey mir / Dein Stecken vnd Stab trösten mich.“ Nach der Revision von 2017 lautet die Stelle (Psalm 23,4 ): „Und ob ich schon wanderte im finstern Tal, fürchte ich kein Unglück; denn du bist bei mir, dein Stecken und Stab trösten mich.“ Danach schrieb Gryphius den letzten, intensivsten Appell des Sonetts:
So reiß mich auß dem thal der Finsternuß zu Dir.
Mit dem biblischen „thal der Finsternuß“ weist der Dichter auf die Wirklichkeit, die Dunkelheit der Nacht und alle Bedrohungen und Verlockungen, „ach“, „pracht“, „lust“ und „angst“ zurück. Gott muss den Menschen zu sich „reißen“. Es bleibt eine Hoffnung, in deren Ziel das Gedicht mündet: „zu Dir“.

### Das Ganze
„Evening does not bring respite but the frightening awareness of the transitoriness of this life and the plea for salvation from the <...> darkness of death“ – „Betrachtung des Abends bringt nicht Erleichterung, sondern furchteinflößende Einsicht in die Vergänglichkeit des Lebens und Bitte um Rettung aus der Dunkelheit des Todes.“ Nach Vieregg durchmisst das Gedicht mit seinen 14 Zeilen den Lauf, den der Einzelne („mich“, „mir“) wie die Menschheit („Der Menschen müde scharen“) nach dem Verlust des göttlichen Lichtes („Der schnelle Tag ist hin“) auf dem „Laufplatz“ bis zum Wiederfinden Gottes („zu Dir“) zurücklegen müssen.
In ‚Abend‘, so Schindler, sei das Ich der Vergänglichkeit nicht als Individuum ausgeliefert, sondern als Kreatur, gemeinsam mit der ganzen Schöpfung, ein Teil und ununterscheidbar von ihr. Weder das Thema noch die Haltung des Dichters zur Vergänglichkeit sei neu, aber Gryphius habe Thema und Antwort einfühlsam, phantasiereich und wortmächtig gestaltet. Keineswegs sei das Gedicht eine Übung in Landschaftsmalerei. Es sei vielmehr eine Einschätzung der prekären Stellung des Menschen in der Welt, seines Ausgeliefertseins, das Gryphius vielleicht tiefer und schmerzlicher empfunden habe als die meisten seiner Zeitgenossen. Als Teil der vergänglichen und veränderlichen Welt versuche der Mensch bei Gryphius nicht, zu handeln und der Welt seinen Willen aufzuzwingen; vielmehr werde von Mächten jenseits seines Einflusses an ihm gehandelt. Aussicht auf Hilfe, Unterstützung der Tapferkeit, deren er bedürfe, Hoffnung auf Erlösung im Jenseits komme nur von Gott.
Der Germanist und Theologe Hans-Rüdiger Schwab schrieb in der Frankfurter Anthologie: „Während man aus der rasenden Vergänglichkeit allenthalben auch eine leidenschaftliche Hinwendung zum Jetzt, zum äußersten Auskosten des Augenblicks ableiten könnte, verbietet sich dies bei Gryphius für den, der die Bedeutung der Dinge zu dechiffrieren versteht, als haltlose Illusion. Ist derlei spiritualistische Weltverneinung? Doch wohl eher Bemühen um eine unerschütterliche Distanz zu allem, was die unkontrollierbaren Affekte in Gang setzt, um eine unberauschbare, tapfere Gelassenheit. Gryphius ‚Abend‘ ist ein Gedicht, das von weit her kommt. Merkwürdigerweise vermittelt es trotz der stilistischen Konvention seiner Epoche eine suggestiv berührende Aura – wie von überwundener Verzweiflung, von Gehaltenheit inmitten der Katastrophe.“